# Edgar Allan Poe (musical)
Edgar Allan Poe è un musical britannico, che debuttò nel novembre 2003. Trae origine dagli album Tales of Mystery and Imagination - Edgar Allan Poe (1976) e Poe: More Tales of Mystery and Imagination (2003).

## Numeri musicali
1. Angel Of The Odd
2. Tiny Star (Lullaby Version)
3. Wings Of Eagles
4. The Murders In The Rue Morgue
5. Blinded by the Light
6. The Pit and the Pendulum
7. The Raven
8. It Doesn't Take a Genius
9. The Bells
10. Goodbye To All That
11. The Devil I Know
12. Somewhere In The Audience
13. Trust Me
14. Annabel Lee / Let the Sun Shine on Me
15. Train To Freedom
16. What Fools People Are
17. Immortal